# Seututie 723
Pour les articles homonymes, voir Route 723.
La route régionale 723 (finnois : Seututie 723) est une route régionale allant de Ylistaro à Seinäjoki jusqu'à Ylihärmä à Kauhava en Finlande,,.

## Présentation
La seututie 723 est une route régionale de Ostrobotnie du Sud.

## Parcours
- Kauhava
  - Ylihärmä
  - Rannanjärvi
- Seinäjoki
  - Untamala
  - Ylistaro